# Teorema de Niven
Em matemática, o teorema de Niven (em inglês:  Niven's theorem), denominado em memória de Ivan Morton Niven, estabelece que somente valores racionais de θ no intervalo 0 ≤ θ ≤ 90 para o qual o seno de θ graus é também um número racional são:
{\displaystyle {\begin{aligned}\operatorname {sen} \left(0^{\circ }\right)&=0,\\[10pt]\operatorname {sen} \left(30^{\circ }\right)&={\frac {1}{2}},\\[10pt]\operatorname {sen} \left(90^{\circ }\right)&=1.\end{aligned}}}
Em radianos, requerendo que {\displaystyle 0\leq x\leq \pi /2}, {\displaystyle x/\pi } seja racional e {\displaystyle \operatorname {sen} \left(x\right)} seja racional, a conclusão é então que os únicos valores são {\displaystyle \operatorname {sen} \left(0\right)=0}, {\displaystyle \operatorname {sen} \left({\frac {\pi }{6}}\right)={\frac {1}{2}}} e {\displaystyle \operatorname {sen} \left({\frac {\pi }{2}}\right)=1}.
O teorema aparece como corolário 3.12 no livro de Niven sobre números irracionais.
O teorema pode ser estendido a outras funções trigonométricas. Para valores racionais de θ, os únicos valores racionais de seno ou cosseno são 0, ±1/2 e ±1; os únicos valores racionais da secante ou cossecante são ±1 e ±2; e os únicos valores racionais da tangente ou cotangente são 0 e ±1.